# یاری فرشخارن
یاری فرشخارن (هلندی: Yari Verschaeren؛ زادهٔ ۱۲ ژوئیهٔ ۲۰۰۱) بازیکن فوتبال اهل بلژیک است که در پست هافبک هجومی برای باشگاه فوتبال اندرلشت در لیگ برتر فوتبال بلژیک بازی می‌کند.
وی همچنین در تیم‌های ملی رده‌های سنی بلژیک بازی کرده‌است.